# Frampton Comes Alive!
Albums de Peter Frampton
Frampton
(1975) I'm in You
(1977)
Singles
1. Show Me the Way
Sortie : avril 1976
2. Baby, I Love Your Way
Sortie : septembre 1976
3. Do You Feel Like We Do
Sortie : novembre 1976

Frampton Comes Alive! est le premier album live de Peter Frampton sorti en janvier 1976 sur le label A&M Records. Considéré comme l'un des plus grands albums live de tous les temps, il est resté trois semaines numéro 1 du Billboard 200 américain. L'album vaudra à Peter Frampton d'être invité à la Maison-Blanche par le président Gerald Ford. En 1995 sortira le disque Frampton Comes Alive II, qui aura un succès moindre que celui-ci.

## Historique
Cet album fut enregistré lors de quatre concerts donnés pendant la tournée américaine de promotion de l'album Frampton. Le concert donné au Winterland Ballroom de San Francisco donnera la majorité de titres à cet album (7). Les concerts enregistrés au Marin County Civic Center de San Rafael (3 titres), à la Long Island Arena de Commack (2 titres) et au State University of New York College at Plattsburgh (1 titre) compléteront l'album. Le guitariste et claviériste, Bob Mayo a rejoint le groupe de Frampton pour cette tournée et le bassiste Stanley Sheldon remplace Andy Bown parti rejoindre Status Quo.
L'album se classa aussi à la première place des charts canadiens et entrera dans le top 10 allemand, nouveau-zélandais, hollandais et britannique. En France il se classa à la 7e place. Il se vendra à plus de huit millions d'exemplaires aux États-Unis ce qui sera la plus grosse vente d'albums de Peter Frampton.
La version Deluxe Edition/ 25th anniversary sortie en 2001, propose trois titres bonus enregistrés en public et un titre bonus enregistré en studio.
En 2020, l'album a reçu le Grammy Hall of Fame Award.

## Liste des titres

### Version originale
- Tous les titres sont signés par Peter Frampton sauf indications

Face 1
| No | Titre                 | Auteur                                                | Lieu d'enregistrement                 | Durée |
| -- | --------------------- | ----------------------------------------------------- | ------------------------------------- | ----- |
| 1. | Something's Happening |                                                       | Winterland Ballroom, San Francisco    | 5:54  |
| 2. | Doobie Wah            | Frampton, John Headley-Down (John Siomos), Rick Wills | Marin County Civic Center, San Rafael | 5:28  |
| 3. | Show Me the Way       |                                                       | Long Island Arena, Commack, NY        | 4:42  |
| 4. | It's a Plain Shame    |                                                       | San Francisco                         | 4:21  |

Face 2
| No | Titre                              | Auteur | Lieu d'enregistrement               | Durée |
| -- | ---------------------------------- | ------ | ----------------------------------- | ----- |
| 1. | All I Want to (Be Is By Your Side) |        | San Francisco                       | 3:27  |
| 2. | Wind of Change                     |        | San Francisco                       | 2:47  |
| 3. | Baby, I Love Your Way              |        | SUNY at Plattsburgh, Plattsburgh,NY | 4:43  |
| 4. | I Wanna Go to the Sun              |        |                                     | 7:02  |

Face 3
| No | Titre                   | Auteur                      | Lieu d'enregistrement | Durée |
| -- | ----------------------- | --------------------------- | --------------------- | ----- |
| 1. | Penny for Your Thoughts |                             | San Rafael            | 1:23  |
| 2. | (I'll Give You) Money   |                             | Commack               | 5:39  |
| 3. | Shine On                |                             | San Francisco         | 3:35  |
| 4. | Jumpin' Jack Flash      | Mick Jagger, Keith Richards | San Rafael            | 7:45  |

Face 4
| No | Titre                  | Auteur                                  | Lieu d'enregistrement | Durée |
| -- | ---------------------- | --------------------------------------- | --------------------- | ----- |
| 1. | Lines On My Face       |                                         | San Francisco         | 7:06  |
| 2. | Do You Feel Like We Do | Frampton, Mick Gallagher, Siomos, Wills | San Francisco         | 14:15 |

### Version Deluxe 25e Anniversaire
Cd 1
| No  | Titre                               | Auteur                                 | Lieu d'enregistrement | Durée |
| --- | ----------------------------------- | -------------------------------------- | --------------------- | ----- |
| 1.  | Something's Happening               |                                        | San Francisco         | 5:56  |
| 2.  | Doobie Wah                          | Frampton, Headley-Down (Siomos), Wills | San Rafael            | 5:43  |
| 3.  | Lines On My Face                    |                                        | San Francisco         | 6:59  |
| 4.  | Show Me the Way                     |                                        | Commack               | 4:32  |
| 5.  | It's a Plain Shame                  |                                        | San Francisco         | 4:04  |
| 6.  | Wind of Change                      |                                        | San Francisco         | 2:57  |
| 7.  | Just the Time of Year (titre bonus) |                                        | Plattsburgh           | 4:22  |
| 8.  | Penny for Thoughts                  |                                        | San Rafael            | 1:35  |
| 9.  | All I Want to Be (Is By Your Side)  |                                        | San Francisco         | 3:08  |
| 10. | Baby, I Love Your Way               |                                        | Plattsburgh           | 4:41  |
| 11. | I Wanna Go to the Sun               |                                        | San Francisco         | 7:15  |

Cd 2
| No | Titre                                       | Auteur                             | Lieu d'enregistrement               | Durée |
| -- | ------------------------------------------- | ---------------------------------- | ----------------------------------- | ----- |
| 1. | Nowhere's too Far for My Baby (titre bonus) |                                    | Commack                             | 4:49  |
| 2. | (I'll Give You) Money                       |                                    | Commack                             | 5:47  |
| 3. | Do You Feel Like We Do                      | Frampton, Gallagher, Siomos, Wills | San Francisco                       | 13:46 |
| 4. | Shine On                                    |                                    | San Francisco                       | 3:30  |
| 5. | White Sugar (titre bonus)                   |                                    | San Francisco                       | 4:44  |
| 6. | Jumpin' Jack Flash                          | Jagger, Richards                   | San Rafael                          | 7:39  |
| 7. | Day's Dawning (titre bonus en studio)       |                                    | Record Plant Studios, Sausalito, CA | 3:35  |

## Musiciens
- Peter Frampton: chant, guitares acoustique et électrique, guitare solo, Talkbox sur Show me the way & Do you feel like we do
- Bob Mayo: guitare rythmique, piano, piano électrique Fender Rhodes, orgue Hammond, chœurs
- Stanley Sheldon: basse, chœurs
- John Siomos: batterie

## Charts et certifications
| Pays             | Durée du classement | Meilleur classement |
| ---------------- | ------------------- | ------------------- |
| Allemagne        | 15 semaines         | 4e                  |
| Canada           | 47 semaines         | 1er                 |
| États-Unis       | 97 semaines         | 1er                 |
| France           | 26 semaines         | 7e                  |
| Italie           | -                   | 16e                 |
| Nouvelle-Zélande | 71 semaines         | 3 e                 |
| Pays-Bas         | 18 semaines         | 2e                  |
| Royaume-Uni      | 38 semaines         | 6e                  |
| Suisse           | 10 semaines         | 6e                  |

| Pays        | Certification | Ventes      | Date       |
| ----------- | ------------- | ----------- | ---------- |
| Canada      | Or            | 50 000 +    | 01/05/1976 |
| États-Unis  | 8 × Platine   | 8 000 000 + | 02/08/2011 |
| Royaume-Uni | Or            | 100 000 +   | 01/09/1976 |

### Charts singles
| Date | Single                 | Chart              | Durée du classement | Position |
| ---- | ---------------------- | ------------------ | ------------------- | -------- |
| 1976 | Show Me the Way        | Hot 100            | 18 semaines         | 6e       |
| 1976 | Show Me the Way        | (V) Ultratop       | 13 semaines         | 1er      |
| 1976 | Show Me the Way        | RPM Top Singles    | 17 semaines         | 2e       |
| 1976 | Show Me the Way        | Top 100            | 29 semaines         | 8e       |
| 1976 | Show Me the Way        | RMNZ Singles Top40 | 4 semaines          | 26e      |
| 1976 | Show Me the Way        | Mega Top 50        | 12 semaines         | 1er      |
| 1976 | Show Me the Way        | UK Singles Chart   | 12 semaines         | 10e      |
| 1976 | Baby, I Love Your Way  | Hot 100            | 16 semaines         | 12e      |
| 1976 | Baby, I Love Your Way  | RPM Top Singles    | 19 semaines         | 3e       |
| 1976 | Baby, I Love Your Way  | UK Singles Chart   | 5 semaines          | 43e      |
| 1976 | Do You Feel Like We Do | Hot 100            | 18 semaines         | 10e      |
| 1976 | Do You Feel Like We Do | RPM Top Singles    | 19 semaines         | 9e       |
| 1976 | Do You Feel Like We Do | UK Singles Chart   | 4 semaines          | 39e      |

## Anecdotes
Dans le film Wayne's World 2, le personnage Wayne Campbell mentionne cet album en disant « Oh, excuse moi, tu m'demandes si j'connais l'album Frampton Comes Alive ? Mais tout le monde a le disque Frampton Comes Alive. En banlieue on te le distribuait gratuitement. Tu trouves ça dans ta boite aux lettres avec un échantillon de lessive. »
Dans la série Les Griffin, saison 5 épisode 1, Peter y fait référence : « Vous savez ce que c'est un monstre ? Frampton Comes Alive, 1976. L'un de vous n'a pas ce disque ? Je n'y crois pas. »
Dans la série Malcolm, Hal retrouve un bout de disque à moitié enterré par ses fils dans son jardin et se lamente : « Oh non ! Pas mon Peter Frampton en public ! »
Le disque fait une apparition dans Buffy contre les Vampires dans la saison six épisode 13 esclave des sens